# Luis Perea Hernández
Luis Perea Hernández (Alcalá de Henares, Madrid, 25 de agosto de 1997), más conocido como Luis Perea, es un futbolista español que juega como centrocampista y su equipo es el Arka Gdynia de la Ekstraklasa.

## Biografía
Se formó en el Rayo Vallecano Fútbol base y en 2013, pasaría a la cantera del Atlético de Madrid donde jugaría hasta juveniles, antes de firmar por el filial de C. A. Osasuna en 2016. El pivote, que también puede actuar como defensa central, se convertiría en uno de los jugadores más relevantes del Promesas durante dos campañas en Segunda B (2016-2018).
El 5 de abril de 2017 debutó en Primera División, con una victoria que los rojillos lograron en Mendizorroza frente al Deportivo Alavés.
En junio de 2018 el Club Atlético Osasuna renovó por tres temporadas al jugador y lo ascendió a la plantilla del primer equipo que jugaba en Segunda División.
El 10 de enero de 2020 se marchó cedido a la Agrupación Deportiva Alcorcón hasta final de temporada. En agosto de ese mismo año fichó por cinco temporadas por el Club Deportivo Leganés, pagando el club pepinero tres millones de euros al club navarro.[cita requerida]
El 11 de septiembre de 2022 fue cedido al O. F. I. Creta F. C. que competía en la Superliga de Grecia. Tras la cesión regresó a Leganés y ayudó al equipo a conseguir el ascenso a la Primera División.
El 2 de agosto de 2024, tras rescindir su contrato con el C. D. Leganés, fichó por el Racing Club de Ferrol. Con este equipo disputó dieciocho partidos y al año siguiente, después de descender, se marchó a Polonia para jugar en el Arka Gdynia durante dos temporadas con opción a una tercera.

## Clubes
| Club                          | País    | Categoría | Año       | Partidos | Goles |
| ----------------------------- | ------- | --------- | --------- | -------- | ----- |
| C. A. Osasuna "B"             | España  | 2.ªB      | 2016-2018 | 53       | 2     |
| C. A. Osasuna                 | España  | 1.ª y 2.ª | 2018-2020 | 19       | 1     |
| A. D. Alcorcón (cedido)       | España  | 2.ª       | 2020      | 18       | 2     |
| C. D. Leganés                 | España  | 2.ª       | 2020-2024 | 72       | 0     |
| O. F. I. Creta F. C. (cedido) | Grecia  | 1.ª       | 2022-2023 | 27       | 1     |
| Racing Club de Ferrol         | España  | 2.ª       | 2024-2025 | 18       | 1     |
| Arka Gdynia                   | Polonia | 1.ª       | 2025-     |          |       |

## Palmarés

### Campeonatos nacionales
| Título           | Club          | País   | Año  |
| ---------------- | ------------- | ------ | ---- |
| Segunda División | C. D. Leganés | España | 2024 |